# 국립농산물품질관리원 강원지원
국립농산물품질관리원 강원지원(國立農産物品質管理院 江原支院)은 국립농산물품질관리원의 소속기관이다. 1999년 5월 24일 발족하였으며, 강원특별자치도 춘천시 충열로 125에 위치하고 있다. 지원장은 서기관 또는 기술서기관으로 보한다.

## 연혁
- 1964년 7월 10일: 국립농산물검사소에 춘천지소 설치
- 1995년 3월 10일: 강원도지소로 개편
- 1998년 7월 1일: 강원지소로 개편
- 1999년 5월 24일: 국립농산물품질관리원 강원지원으로 개편
- 2011년 6월 15일: 출장소를 사무소로 개편

## 관할구역
- 강원도

## 조직

### 지원장
| - 유통관리과 - 품질관리과 | - 사무소 - 원주사무소 - 횡성사무소 - 강릉사무소 - 삼척·동해사무소 - 속초·양양사무소 - 고성사무소 - 홍천사무소 - 영월사무소 - 평창사무소 - 정선·태백사무소 - 철원사무소 - 인제사무소 - 양구사무소 |